# Запорожец (повесть)
«Запорожец» — историческая повесть русского писателя Василия Нарежного, опубликованная в 1824 году в составе авторского сборника «Новые повести».
Действие повести происходит в Запорожской Сечи. Атаман Авенир Булат возвращается из удачного похода за Кубань тяжело раненным. Полагая, что умирает, он рассказывает историю своей жизни четырём спутникам — старику Вианору и молодым казакам Астиону, Эрасту и Крониду. Выясняется, что Авенир родился во Франции в семье маркиза де Газара, самого богатого помещика Лангедока. Вынужденный жениться на нелюбимой, он позже узнал о её неверности и тяжело ранил соперника на дуэли, после чего уехал в Испанию. Там он женился снова, но вторая супруга ушла в монастырь, решив, что маркиз ей изменяет, а третью жену-итальянку убил его соперник. Тогда главный герой решил обосноваться в Запорожской Сечи, где благодаря своей храбрости стал атаманом. Астион, Эраст и Кронид узнают, что они сыновья Авенира. В финале герои уезжают в Русское царство, причём Авенир начинается оправляться от ран.

## Оценки
Автор статьи о Нарежном в «Русском биографическом словаре» причислил «Запорожца» к «наиболее выдающимся» повестям сборника. Обозреватель «Отечественных записок» в 1862 году написал, что повесть «имеет тот наивный характер, какой носят на себе романы, предшествующие Вальтеру Скотту. Это не бытописание и нравописание… это просто замысловатая сказка».
Литературовед Н. Шахмагонов охарактеризовал «Запорожца» как «своеобразный очерк истории Запорожской Сечи, но… не строго документальный. Писатель использует народные предания, рассказы», однако написанное является в первую очередь плодом его воображения. При этом Н. Степанов отмечает, что описание Сечи в повести играет роль обрамления: основное содержание здесь — рассказ Авенира о приключениях в Европе, созданный под влиянием западных авантюрных романов.